# (400176) 2006 WH81
(400176) 2006 WH81 es un asteroide perteneciente al cinturón de asteroides, descubierto el 18 de noviembre de 2006 por el equipo del Mount Lemmon Survey desde el Observatorio del Monte Lemmon, Arizona, Estados Unidos.

## Designación y nombre
Designado provisionalmente como 2006 WH81.

## Características orbitales
2006 WH81 está situado a una distancia media del Sol de 2,586 ua, pudiendo alejarse hasta 3,273 ua y acercarse hasta 1,900 ua. Su excentricidad es 0,265 y la inclinación orbital 3,426 grados. Emplea 1519,79 días en completar una órbita alrededor del Sol.

## Características físicas
La magnitud absoluta de 2006 WH81 es 17,4.